# Chiloglanis pojeri
Chiloglanis pojeri és una espècie de peix de la família dels mochòkids i de l'ordre dels siluriformes.
Els mascles poden assolir els 7 cm de llargària total.
Es troba a Àfrica: rius Luvua i Lualaba (conca del riu Congo) i riu Koki (afluent del llac Tanganyika).